# Ръгби (Англия)
Ръгби (на английски: Rugby) е град в графство Уорикшър, централна Англия. Населението му е около 70 600 души (2011).
Разположен е на 109 метра надморска височина в равнината на Мидлендс, на 17 километра югоизточно от Ковънтри и на 46 километра югоизточно от центъра на Бирмингам. Селището се споменава за пръв път през 1086 година, а през 1255 година получава първата си градска харта. През XVI век в града е основано известното Училище „Ръгби“, от което води началото си и спорта ръгби.

## Известни личности
Родени в Ръгби
- Арнолд Волфендейл (р. 1927), физик
- М. Джон Харисън (р. 1945), писател

Починали в Ръгби
- Томас Арнолд (1795-1842), педагог